# Pardonnez nos offenses (roman)
 (avril 2021).
Si vous disposez d'ouvrages ou d'articles de référence ou si vous connaissez des sites web de qualité traitant du thème abordé ici, merci de compléter l'article en donnant les références utiles à sa vérifiabilité et en les liant à la section « Notes et références ».
Pour les articles homonymes, voir Pardonnez nos offenses.
Pardonnez nos offenses est un roman écrit par Romain Sardou et publié aux éditions XO éditions en 2002. Ce n'est pas un roman historique, car l'auteur ne se base sur aucun fait réel.

## Histoire
En 1283, dans le diocèse de Draguan (comté de Toulouse) deux fillettes trouvent, amenés par la rivière, des morceaux de cadavres humains mutilés. Il s'agit des cadavres d'un homme et de deux enfants. Mais le territoire sur lequel la rivière prend sa source, à 4 jours de cheval de Draguan, est censé être inhabité. Le village, Heurteloup, qui n'est donc pas désert, est entouré de marais et peuplé de gens dont personne n'a eu de nouvelle depuis 50 ans, date à laquelle le prêtre de la paroisse est parti mourir dans sa ville d'origine.
L'année suivante, au cours du terrible hiver 1284, monseigneur Haquin, évêque de Draguan, est assassiné, alors qu'il attendait un nouveau prêtre pour la paroisse d'Heurteloup avec impatience.
Le soir même, ce prêtre se présente. Il s'agit de Henno Gui. Il part vers la paroisse d'Heurteloup accompagné du sacristain Premierfait, et des personnages qui le suivent partout : le jeune Floris de Meung, âgé d'une quinzaine d'années, et Mardi-Gras, une force de la nature au visage monstrueux.
D'autre part, Aymard du Grand-Cellier a fondé un ordre mendiant en France. Mais les dérapages de cet ordre (viols, messes noires, pillages) l'ont mené en prison. Il ne doit son salut qu'à son père, qui va plaider sa cause à Rome. Il sort de prison, mais est endoctriné, et va partir avec d'autres cavaliers vers Heurteloup, qui intéresse la papauté.
Parallèlement, le vicaire de l'évêché de Draguan, frère Chuquet, ramène le corps de l'évêque à Paris. C'est au cours de ce voyage qu'il apprend ce qui inquiète tant Rome dans la paroisse d'Heurteloup.
En effet, lorsque Henno Gui et ses trois compagnons arrivent, ils sont la cible des villageois, qu'ils ne voient pas au premier abord. Le sacristain est ensuite assassiné par les villageois. Après des recherches dans le village, Henno Gui se rend compte que ces villageois ont créé une nouvelle religion, sous l'impulsion du dernier prêtre qui a été présent dans cette paroisse.
La paroisse a été la scène de l'apocalypse : un groupuscule puissant lié à l'Église catholique voulait, à l'insu du Pape, voir comment réagirait l'humanité si l'apocalypse se produisait. Des comédiens avaient été engagés et avaient joué les scènes de l'apocalypse de Jean aux villageois, qui ont cru réellement assister à la fin du monde. Lorsqu'ils ont vu, des années plus tard, 3 voyageurs arriver chez eux (le père et ses deux enfants), ils les ont assassinés. Le chancelier du pape, refusant que cette histoire soit dévoilée, envoie Aymard du Grand-Cellier brûler le village après avoir assassiné tous ceux qui s'y trouvaient.(Extrait ajouté par Enzo Martin)